# Кёкдемир, Бесте
Бесте́ Кёкдеми́р (тур. Beste Kökdemir; род. 29 августа 1993, Синоп, Турция) — турецкая актриса и модель.

## Биография
Бесте родилась 29 августа 1993 года в городе Синоп (Северная Турция). Училась в Университете Халич в Стамбуле по специальности «дизайнер одежды».
В 16 лет Бесте начала работать в модельном бизнесе, снималась в рекламе.
Первую роль в кино Бесте получила в 2012 году в сериале «Голая правда». В 2014 году снялась в сериале «Блокнот».
В 2015 году сыграла роль Ачельи в сериале «Милые маленькие обманщицы», турецкой адаптации американского сериала «Милые обманщицы».
С апреля по июнь 2016 года Бесте играла наложницу Османа II, Мелексиму-султан в сериале «Великолепный век. Империя Кёсем».
В 2016—2017 годах Бесте снималась в основном составе сериала «Песня жизни».
Затем играла второстепенные роли в сериалах «Султан моего сердца» (2018) и «Повсюду ты» (2019).
Турецкая пресса активно обсуждает её личную жизнь.

## Фильмография
| Год       |   | Русское название                | Оригинальное название  | Роль             |
| --------- | - | ------------------------------- | ---------------------- | ---------------- |
| 2012      | с | Голая правда                    | Çıplak Gerçek          | Хазал            |
| 2014      | с | Блокнот                         | Not Defteri            | Селин Сорал      |
| 2015      | с | Милые маленькие обманщицы       | Tatlı Küçük Yalancılar | Ачелья Адемоглу  |
| 2015—2016 | с | Пойраз Караель                  | Poyraz Karayel         | Селин Караджа    |
| 2016      | с | Великолепный век. Империя Кёсем | Muhteşem Yüzyıl Kösem  | Мелексима-султан |
| 2016—2017 | с | Песня жизни                     | Hayat Şarkıcı          | Мелиса Торунбас  |
| 2017      | ф | Камень                          | Taş                    | Суна             |
| 2017      | с | 7 лиц                           | 7 yüz                  | Ирем             |
| 2018      | с | Султан моего сердца             | Kalbim siltanı         | Хошьяр-султан    |
| 2019      | с | Повсюду ты                      | Her Yerde Sen          | Эйлюль Гюндюзель |